# Woschod (Jalta)
Woschod (ukrainisch und russisch Восход) ist eine Siedlung städtischen Typs mit 481 Einwohnern. Die Ortschaft liegt an der subtropischen Südküste der Halbinsel Krim, 7 km nordöstlich von Jalta, zu deren Stadtgemeinde es administrativ gehört.

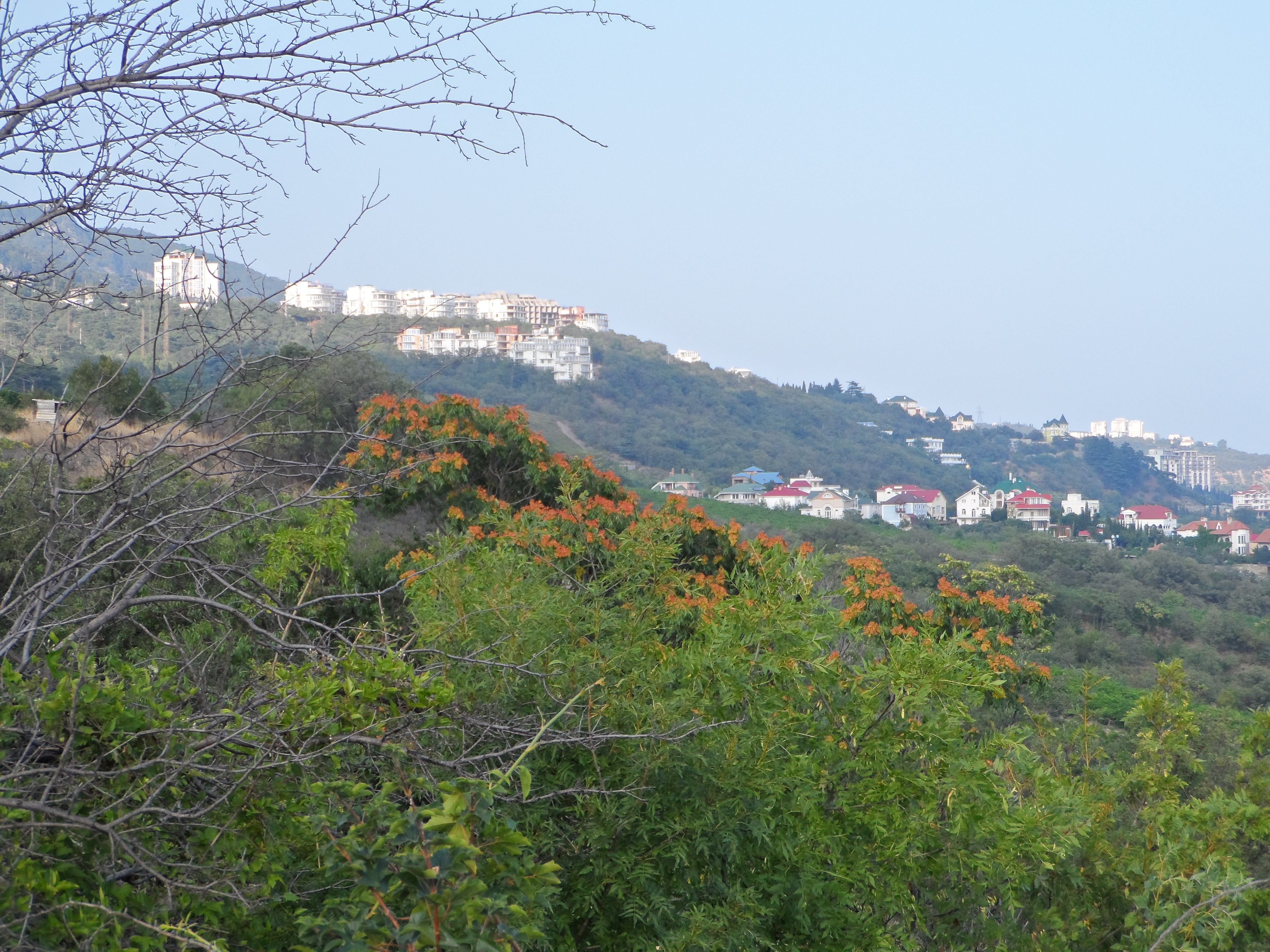
Blick auf den Ort

Seit der international nicht anerkannten Annexion der Halbinsel Krim durch Russland im März 2014 gehört Woschod de facto zum Föderationssubjekt Südrussland der Russischen Föderation. De jure nach Angaben der administrativ-territorialen Teilung der Ukraine ist Woschod Teil der Autonomen Republik Krim, die zu den durch Russland besetzten Gebieten gehört.

## Geschichte
Der Ort wurde 1920 gegründet und gehörte kurzzeitig zum Gouvernement Taurien, das bis Oktober 1921 bestand. Nach der Gründung der Sowjetunion war er Teil der ASSR der Krim (später Oblast Krim) innerhalb der Russischen SFSR. 1971 bekam Woschod den Status einer Siedlung städtischen Typs.
Durch Beschluss des Obersten Sowjets der UdSSR aus Anlass des 300. Jahrestags des Vertrags von Perejaslaw wurde Woschod zusammen mit der Oblast Krim am 26. April 1954 an die Ukrainische Sozialistische Sowjetrepublik angeschlossen. Seit 1991 ist Woschod Teil der unabhängigen Ukraine. Als Folge der völkerrechtswidrigen Annexion der Krim steht Woschod seit 21. März 2014 unter russischer Kontrolle.